# اکیتانیا (بویاکا)
اکیتانیا (انگلیسی: Aquitania, Boyacá) نام شهری در کشور کلمبیا است.